# Aeroportul Stung Treng
Aeroportul Stung Treng (IATA: TNX, ICAO: VDST) este un aeroport din Stung Treng⁠(d), Cambodgia ce deservește zona Stung Treng. A fost numit după zona deservită.
Situat la o altitudine de 62 m, aeroportul dispune de o singură pistă.